# Joussineau de Tourdonnet
Joussineau de Tourdonnet är en markgrevlig och grevlig fransk ätt från Limousin, enligt familjetraditionen av normandiskt ursprung. Ätten är dokumenterad i Cartullaires de l'Abbeye de Vigeots (964–1168), där flera riddare de Fressinet omnämns. Medlemmar av ätten deltog i korstågen. Ättlingar till riddaren Josinellus de Fressinet, omnämnd 1230–1265, lade till ättenamnet Fressinet även Joussineau.
Förutom stamborgen Fressinet ägde ättemedlemmar en rad feodalegendomar, bland annat markisaten Tourdonnet Fayat, La Rodde och St. Vit.
Under 1500-talet antog huvudmännen enligt fransk sedvänja markistitel såsom feodalherrar till markisaten, övriga medlemmar antog grevetitel. Förhållandet erkändes av Ludvig XIV och inregistrerades vid Parisparlamentet 1680. Kungliga konfirmation på titelföringen gavs 1814, kejserlig konfirmation 1815.
Efter revolutionstidens stora omvälvningar vistades ättemedlemmar som emigranter i England. Tillfälle till restitution av de under revolutionen tillspillogivna värdena yppades, sedan Algeriet på 1830 och 1840-talet blivit franskt. Markisen Ferdinand Joussineau skapade här ett storgods med namn av det medeltida slottet Tourdonnet. Hans sonson flyttade till Sverige 1936.